# Elnora
Elnora és una població dels Estats Units a l'estat d'Indiana. Segons el cens del 2000 tenia 721 habitants.

## Demografia
Segons el cens del 2000, Elnora tenia 721 habitants, 294 habitatges, i 201 famílies. La densitat de població era de 293 habitants/km².
Dels 294 habitatges en un 30,6% hi vivien nens de menys de 18 anys, en un 49,7% hi vivien parelles casades, en un 11,6% dones solteres, i en un 31,6% no eren unitats familiars. En el 28,6% dels habitatges hi vivien persones soles el 21,1% de les quals corresponia a persones de 65 anys o més que vivien soles. El nombre mitjà de persones vivint en cada habitatge era de 2,45 i el nombre mitjà de persones que vivien en cada família era de 2,96.
Per edats la població es repartia de la següent manera: un 25,1% tenia menys de 18 anys, un 7,1% entre 18 i 24, un 25,7% entre 25 i 44, un 22,2% de 45 a 60 i un 20% 65 anys o més.
L'edat mediana era de 40 anys. Per cada 100 dones de 18 o més anys hi havia 92,2 homes.
La renda mediana per habitatge era de 27.321$ i la renda mediana per família de 34.750$. Els homes tenien una renda mediana de 29.028$ mentre que les dones 16.875$. La renda per capita de la població era de 14.337$. Entorn del 14,4% de les famílies i el 17,6% de la població estaven per davall del llindar de pobresa.

## Poblacions més properes
El següent diagrama mostra les poblacions més properes.